# São José do Rio Preto
São José do Rio Preto là một đô thị ở bang São Paulo, Brasil.